# Med öppna tillitsfulla händer
Med öppna tillitsfulla händer är en psalm vars text är skriven av Jonas Jonson. Musiken är skriven av Annika Lagerquist. 
Psalmen gavs ut 2006 för fyrstämmig kör (SATB) i häftet Psalmer i 2000-talet Allhelgonatid, advent och jul.

## Publicerad som
- Nr 881 i Psalmer i 2000-talet under rubriken "Jesus Kristus - människors räddning".